# Guilleville
Guilleville ist eine französische Gemeinde mit 163 Einwohnern (Stand: 1. Januar 2022) im Département Eure-et-Loir in der Region Centre-Val de Loire. Sie gehört zum Arrondissement Chartres und ist Mitglied im Gemeindeverband Communauté de communes Cœur de Beauce. Die Einwohner werden Guillevillois und Guillevilloises genannt.

## Bevölkerungsentwicklung
| Jahr      | 1962 | 1968 | 1975 | 1982 | 1990 | 1999 | 2008 | 2012 |
| Einwohner | 143  | 172  | 168  | 155  | 143  | 173  | 176  | 187  |